# Albeř
Albeř (deutsch Albern) ist ein Ortsteil der Stadt Nová Bystřice. Er befindet sich zwei Kilometer nordöstlich von Nová Bystřice und gehört zum Okres Jindřichův Hradec. Der Ort ist als ein Längsangerdorf angelegt.

## Geographie

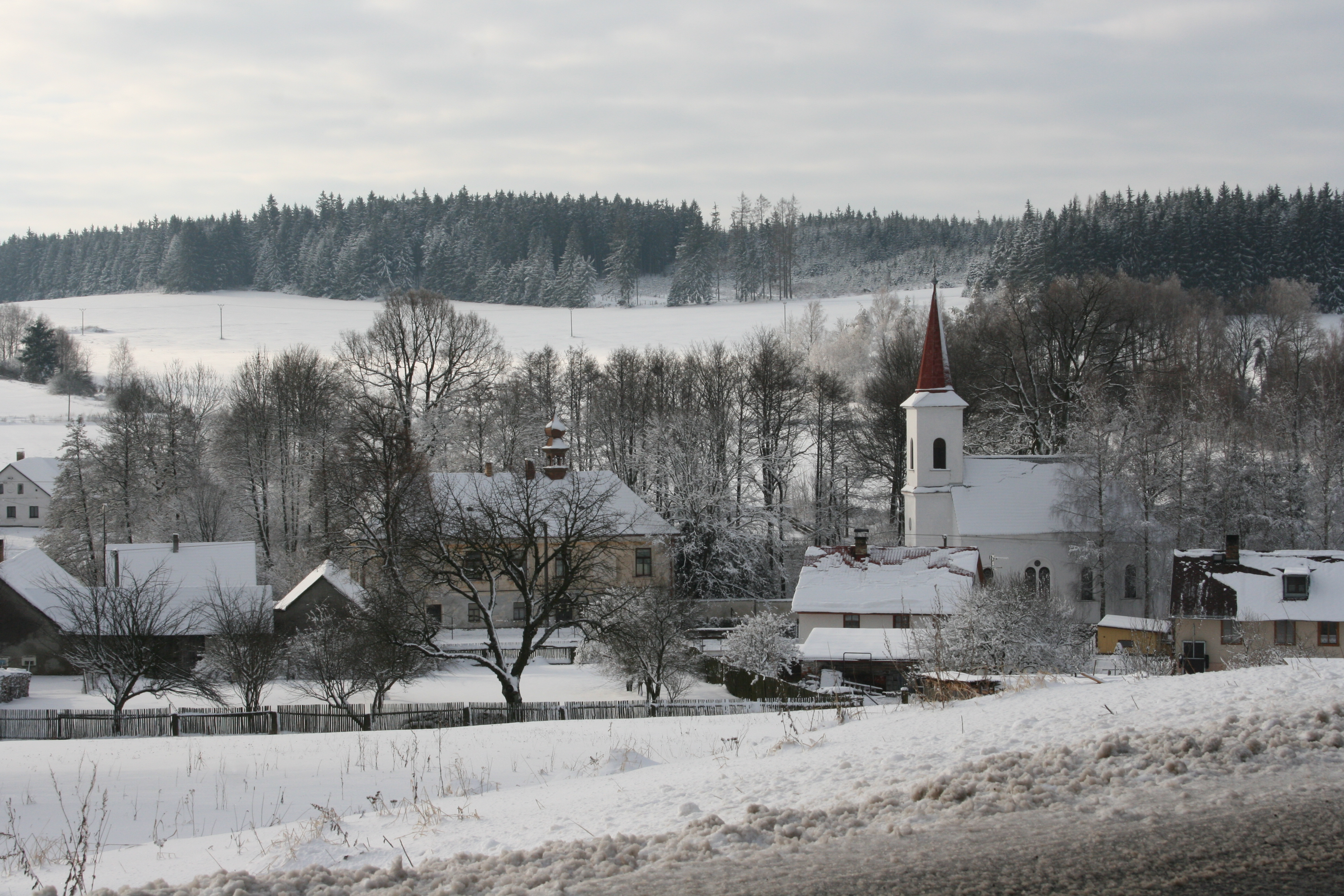
Teil des Dorfes mit der Kapelle

Der Ort erstreckt sich zwischen dem Kamenný vrch (Steinberg, 674 m) und den Ausläufern des Křížový vrch (Kreuzberg, 646 m) entlang des Baches Dračice auf dem Gebiet des Naturparks Česká Kanada. Nordöstlich liegt der Teich Osika (Aspateich).
Nachbarorte sind Dobrá Voda, Hůrecké Samoty und Hůrky im Norden, Terezín, Klenová und Blato im Nordosten, Klášter im Osten, Mýtinky im Südosten, Artolec im Süden, Nová Bystřice im Südwesten, Ovčárna im Westen sowie Hradiště und Potočná im Nordwesten.

## Geschichte
Die erste Erwähnung des Ortes erfolgte in einer Schenkungsurkunde aus dem Jahre 1175, in der diese Ländereien einem Graf Albero aus dem Orden der Johanniter übereignet wurden, welcher der Namensgeber für den Ort sein dürfte. Zuerst bei der Herrschaft Landstein, kam der Ort im Jahre 1487 an die Herrschaft Neubistritz, bei welcher er bis 1848 verblieb. Die Matriken des Ortes werden seit dem Jahre 1664 geführt. Im Jahre 1713 lebten im Ort 32 Bauernfamilien und 4 Häusler.
Theresia von Trauttmannsdorff ließ im Jahre 1811 im Osten von Albern das Eisenwerk Theresienthal samt Hochofen, Schmelzhütte und drei Zechhäusern errichten. Das Werk war jedoch nicht rentabel, da das Erz aus dem Wölkingtal transportiert werden musste und eine große Menge von Buchenholz benötigte. Es wurde 1855 geschlossen und stattdessen ein Sägewerk errichtet. Nach der Aufhebung der Patrimonialherrschaften bildete Albern ab 1850 eine Gemeinde in der Bezirkshauptmannschaft Neuhaus. In dieser Zeit erhielt Albern auch eine Eisenbahnhaltestelle der lokalen Schmalspurbahn von Neuhaus nach Neubistritz. Um 1900 wurde auch das Sägewerk geschlossen und zu einer Baumwollweberei umgebaut. Später arbeitete fast der gesamte Ort für die Militärtuche herstellende k.k. priv. Tuchfabrik Ehrenhöfer.
Nach dem Ersten Weltkrieg und dem Friedensvertrag von Saint Germain wurde der Ort, dessen Bewohner im Jahre 1910 fast ausschließlich Deutschmährer waren, 1919 Bestandteil der neuen Tschechoslowakischen Republik. Nach dem Münchner Abkommen kam der Ort 1938 an das Deutsche Reich und wurde ein Teil des Reichsgaues Niederdonau.
Nach dem Ende des Zweiten Weltkrieges – der 31 Opfer unter den Bewohnern von Albern forderte – wurden die im Münchener Abkommen an Deutschland übertragenen Territorien wieder der Tschechoslowakei zugeordnet. Am 28. Mai 1945, zeitgleich mit den umliegenden Orten, wurden 586 Ortsbewohner durch militante Tschechen über die Grenze nach Österreich wild vertrieben.  29 Personen verblieben im Ort. Das Vermögen der deutschen Ortsbewohner wurde durch das Beneš-Dekret 108 konfisziert, die katholische Kirche in der kommunistischen Ära enteignet. Von den Vertriebenen verblieben 26 Familien in Österreich. Je eine Person wanderte nach Australien und in die USA aus. Die Restlichen wurden nach Deutschland weiter transferiert.
Zu Beginn des Jahres 1976 wurde Albeř nach Nová Bystřice eingemeindet. Im Jahre 2001 bestand das Dorf aus 86 Häusern.

## Ortsgliederung
Zu Albeř gehört die Ansiedlung Terezín (Theresienthal).

## Wappen und Siegel
Eine Abbildung des Gemeindesiegels konnte nicht gefunden werden. Es sollte aber innerhalb einer Umschrift eine nach oben weisende Spitze oder Nadel gezeigt haben.

## Bevölkerungsentwicklung
| Volkszählung | Einwohner gesamt | Volkszugehörigkeit der Einwohner | Volkszugehörigkeit der Einwohner | Volkszugehörigkeit der Einwohner |
| Jahr         | Einwohner gesamt | Deutsche                         | Tschechen                        | Andere                           |
| ------------ | ---------------- | -------------------------------- | -------------------------------- | -------------------------------- |
| 1880         | 749              | 675                              | 74                               | 0                                |
| 1890         | 744              | 725                              | 18                               | 1                                |
| 1900         | 805              | 795                              | 10                               | 0                                |
| 1910         | 723              | 706                              | 16                               | 1                                |
| 1921         | 654              | 576                              | 50                               | 28                               |
| 1930         | 571              | 505                              | 61                               | 15                               |
| 1991         | 133              |                                  |                                  |                                  |
| 2001         | 135              |                                  |                                  |                                  |

## Sehenswürdigkeiten
- Neuromanische Kapelle Mariä Himmelfahrt, errichtet um 1870, das Altarbild Krönung der hl. Maria stammt aus dem 17. Jahrhundert, die Kapelle wurde im Jahre 2009 rekonstruiert
- Kreuzwegstationen am Weg nach Kloster, sie wurden 1918 von Tschechen zerstört
- Meridianstein von Theresienthal (Steinobelisk)
- Schlösschen Terezín, erbaut im 1811 für Theresia von Trauttmannsdorff, im Jahre 2007 erfolgte eine Erneuerung des Daches

## Persönlichkeiten
- Hans Schmid (1882), Heimatforscher